# Intrusion 2
Intrusion 2 — инди-игра в жанре платформер, разработанная Алексеем Абраменко и выпущенная в 2012 году. Игра является сиквелом малоизвестной бесплатной игры 2008 года. Как и предшественница, Intrusion 2 сделана на Flash и использует физический движок Box2D. Игра вошла в состав Humble Indie Bundle 8 и вышла в финал IGF 2013 в категории «Technical Excellence». Кроме того игра распространяется через сервисы Steam и OnLive.
Игра разрабатывалась в течение трёх лет. Изначально она планировалась разработчиком как бесплатная браузерная, но благодаря вниманию, привлечённому выпущенным трейлером, он получил возможность выпустить её на платформах цифровой дистрибуции.

## Сюжет
Главный герой игры борется с военной корпорацией, проводящей исследования запрещённых военных технологий на отдалённой планете. Несмотря на то, что действие игры начинается с того момента, на котором заканчивается первая часть, это никак не сказывается на сюжете второй части (ввиду его отсутствия), которую можно считать отдельным произведением.

## Реакция
Игра получила множество положительных оценок прессы. В том числе такие издания, как Destructoid (9/10), IndieGameMag (87/100) и PC Gamer. Рейтинг метакритик составил 80.
Игра вошла в состав Humble Indie Bundle 8 и вышла в финал IGF 2013 в категории «Technical Excellence».
Летом 2018 года, благодаря уязвимости в защите Steam Web API, стало известно, что точное количество пользователей сервиса Steam, которые играли в игру хотя бы один раз, составляет 175 830 человек.